# Premyer Liqası (2016/2017)
Premyer Liqası 2016/2017 (znana jako Topaz Premier League ze względów sponsorskich) była 25. edycją najwyższej klasy rozgrywkowej piłki nożnej w Azerbejdżanie.
Brało w niej udział 8 drużyn, które w okresie od 6 sierpnia 2016 do 29 kwietnia 2017 rozegrały 28 kolejek meczów.
Tytuł mistrzowski zdobyła drużyna Qarabağ FK po raz czwarty z rzędu, a piąty w swojej historii.

## Format rozgrywek
Tylko 8 klubów wzięło udział w Azerbejdżańskiej Premier League. Kluby aspirujące do gry w Premier League, nie przeszły procesu licencyjnego.
Osiem uczestniczących drużyn gra ze sobą czterokrotnie. Zwycięzca ligi zostaje mistrzem Azerbejdżanu i kwalifikuje się do I rundy kwalifikacyjnej Ligi Mistrzów UEFA.
Drużyna, która zajmie drugie, trzecie miejsce i zdobywca Pucharu Azerbejdżanu, kwalifikują się do I rundy kwalifikacyjnej Ligi Europy UEFA.
W przypadku zdobycia pucharu przez drużynę, która zapewniła sobie grę w europejskich pucharach, awans otrzymuje czwarta drużyna rozgrywek.
Do niższej ligi spada bezpośrednio ostatnia drużyna.

## Drużyny
| Uczestnicy poprzedniej edycji | Uczestnicy poprzedniej edycji | Uczestnicy poprzedniej edycji | Uczestnicy poprzedniej edycji |
| --- | ----------------------------- | ----------------------------- | ----------------------------- |
| QAA | Qarabağ FK                    | Baku                          | 1                             |
| ZIR | Zirə Baku                     | Baku                          | 2                             |
| QAB | FK Qəbələ                     | Qəbələ                        | 3                             |
| INT | İnter Baku                    | Baku                          | 4                             |
| KAP | Kəpəz Gəncə                   | Gandża                        | 5                             |
| NEF | Neftçi PFK                    | Baku                          | 6                             |
| OSB | AZAL Baku                     | Baku                          | 7                             |
| SUM | Sumqayıt FK                   | Sumgait                       | 8                             |
| Oznaczenia: - kolumna pierwsza – skróty nazw drużyn, - kolumna trzecia – siedziba klubu, - kolumna czwarta – miejsce zajęte w poprzednim sezonie. |                               |                               |                               |

## Tabela
| Lp. | Drużyna        | M  | Z  | R  | P  | B+ | B– | +/– | Pkt | Kwalifikacja lub spadek                      |
| --- | -------------- | -- | -- | -- | -- | -- | -- | --- | --- | -------------------------------------------- |
| 1   | Qarabağ (M, P) | 28 | 19 | 5  | 4  | 46 | 14 | +32 | 62  | Liga Mistrzów UEFA • II runda kwalifikacyjna |
| 2   | Qəbələ         | 28 | 14 | 10 | 4  | 48 | 21 | +27 | 52  | Liga Europy UEFA • II runda kwalifikacyjna   |
| 3   | İnter Baku     | 28 | 11 | 10 | 7  | 39 | 33 | +6  | 43  | Liga Europy UEFA • I runda kwalifikacyjna    |
| 4   | Zirə Baku      | 28 | 10 | 9  | 9  | 29 | 26 | +3  | 39  | Liga Europy UEFA • I runda kwalifikacyjna    |
| 5   | Kəpəz Gəncə    | 28 | 9  | 9  | 10 | 24 | 27 | −3  | 36  |                                              |
| 6   | Sumgayit       | 28 | 9  | 8  | 11 | 28 | 35 | −7  | 35  |                                              |
| 7   | Neftçi Baku    | 28 | 9  | 2  | 17 | 24 | 45 | −21 | 29  |                                              |
| 8   | AZAL (S)       | 28 | 1  | 7  | 20 | 13 | 50 | −37 | 10  | spadek do Birinci Divizionu                  |

## Wyniki
| Gospodarz \ Gość | AZL | INT | NEF | QAR | GAB | SUM | ZIR | KAP | AZL | INT | NEF | QAR | GAB | SUM | ZIR | KAP |
| ---------------- | --- | --- | --- | --- | --- | --- | --- | --- | --- | --- | --- | --- | --- | --- | --- | --- |
| AZAL             |     | 1–3 | 0–2 | 0–1 | 0–0 | 1–1 | 1–1 | 0–1 |     | 0–1 | 0–1 | 1–2 | 1–1 | 1–2 | 0–3 | 1–2 |
| İnter Baku       | 3–0 |     | 2–1 | 2–1 | 1–1 | 3–1 | 1–1 | 2–2 | 2–1 |     | 1–3 | 0–3 | 0–2 | 1–0 | 1–1 | 4–1 |
| Neftçi Baku      | 0–1 | 2–1 |     | 0–2 | 0–8 | 1–2 | 0–1 | 2–0 | 4–0 | 2–1 |     | 1–2 | 1–0 | 1–0 | 1–2 | 0–0 |
| Qarabağ          | 6–0 | 0–0 | 3–0 |     | 2–1 | 3–0 | 2–0 | 1–0 | 1–0 | 0–1 | 1–1 |     | 0–0 | 2–1 | 2–0 | 2–1 |
| Qəbələ           | 3–0 | 0–0 | 4–1 | 2–0 |     | 2–0 | 1–0 | 2–0 | 2–0 | 4–3 | 1–0 | 2–0 |     | 1–1 | 1–1 | 2–1 |
| Sumgayit         | 1–1 | 1–2 | 2–0 | 0–2 | 2–2 |     | 1–0 | 1–1 | 1–0 | 2–2 | 2–0 | 0–4 | 2–1 |     | 1–1 | 3–1 |
| Zirə Baku        | 3–1 | 1–1 | 2–0 | 0–2 | 0–2 | 0–1 |     | 2–0 | 2–1 | 1–1 | 3–0 | 0–0 | 2–2 | 1–0 |     | 1–0 |
| Kəpəz Gəncə      | 0–0 | 0–0 | 2–0 | 1–1 | 1–1 | 0–0 | 2–0 |     | 1–1 | 1–0 | 2–0 | 0–1 | 2–0 | 1–0 | 1–0 |     |

1. ↑  Z powodu naruszenia zasad ligi przez Neftçi Baku, wprowadzenie do gry siódmego obcokrajowca, przyznano Zirə Baku walkower 3-0. Wynik na boisku 2-2[5][6].

## Najlepsi strzelcy
| Bramki | Zawodnik           | Drużyna     |
| ------ | ------------------ | ----------- |
| 11     | Filip Ozobić       | Qəbələ      |
| 11     | Rauf Əliyev        | İnter Baku  |
| 10     | Dino Ndlovu        | Qarabağ     |
| 8      | Mirabdulla Abbasov | Sumgayit    |
| 7      | Bagaliy Dabo       | Qəbələ      |
| 7      | Nizami Hacıyev     | İnter Baku  |
| 6      | Julien Ebah        | Kəpəz Gəncə |
| 6      | Amil Yunanov       | Sumgayit    |
| 6      | Sergei Zenjov      | Qəbələ      |
| 5      | Ruslan Abışov      | İnter Baku  |
| 5      | Tural Axundov      | Kəpəz Gəncə |

Źródło: 

## Stadiony
| AZAL         |
| ------------ |
| Stadion AZAL |
|              |

| Qəbələ          |
| --------------- |
| Stadion Miejski |
|                 |

| İnter Baku  |
| ----------- |
| İnter Arena |
|             |

| Kəpəz Gəncə     |
| --------------- |
| Stadion Miejski |
|                 |

| Neftçi Baku   |
| ------------- |
| Bakcell Arena |
|               |

| Qarabağ       |
| ------------- |
| Azərsun Arena |
|               |

| Sumgayit           |
| ------------------ |
| Kapital Bank Arena |
|                    |

| Zirə Baku                    |
| ---------------------------- |
| Stadion Kompleksu Sportowego |
|                              |

Źródło: 